# Psicofísica

Una il·lustració de l'escalament psicofísic. A cada costat, el quadrat inferior conté 10 punts més que el superior. Tanmateix, la percepció és diferent: al costat esquerre, la diferència entre el quadrat superior i inferior és clarament visible. Al costat dret, els dos quadrats tenen el mateix aspecte.

La psicofísica és una disciplina científica dedicada a l’estudi de la relació entre els estímuls físics i les sensacions que aquests causen i les seves percepcions. Vicki Bruce, Mark A. Georgeson i Patrick R. Green la definiren a la seva obra conjunta com “l’anàlisi dels processos de percepció mitjançant l’estudi de l’efecte que la variació sistemàtica de les propietats d’un estímul en una o múltiples dimensions físiques té en l’experiència o comportament d’un subjecte”. El terme també és utilitzat amb relació a un tipus de mètodes que poden ésser emprats per a l’estudi del sistema de percepció; les seves aplicacions, en l’actualitat, es basen, principalment, en la mesura de llindars, la teoria de l’anàlisi de l’observador ideal, i la teoria de detecció de senyals.
Aquest àmbit té una àmplia gamma d’aplicacions: la investigació acadèmica ha permès, per exemple, avenços a l’àmbit del processament digital de senyals (específicament, a la tecnologia de compressió de dades).
L'escalament psicofísic s'ocupa, en psicologia i més concretament en psicometria, de construir escales de mesura de dimensions psicològiques que tenen un referent físic immediat, al contrari que l'escalament psicològic pròpiament dit. Aquests mètodes d'escalament entren directament en el camp de la percepció.

## Història
El primer tractat en el qual s'utilitzà la psicofísica, com a concepte, fou El comptador de sorra, escrit per Arquimedes al segle iii aC. Posteriorment, la branca va ser desenvolupada per Hermann von Helmholtz. La investigació en psicofísica es centrà inicialment en el sentit de la visió, durant el segle xix, però el seu interès ràpidament es va expandir als altres sentits.

### Fechner i Weber
Una part significativa de les teories i tècniques psicofísiques originals foren plantejades al text Elemente der Psychophysik (Elements de la psicofísica) de Gustav Theodor Fechner (Leipzig, 1860). L’autor fou qui formalitzà el terme “psicofísica”, en aquell moment utilitzant-lo per referir-se a la investigació de la relació entre estímuls i elements de la consciència com ho són els sentiments (Empfindungen). Fechner era físic i filòsof, la qual cosa l’impulsà a buscar una relació entre matèria i ment, connectant allò observable públicament i allò que algú percep de manera personal, segons les seves impressions individuals. Les seves idees trobaven fonament als resultats del fisiòleg Ernst Heinrich Weber, que havia experimentat amb el sentit del tacte i la llum a la dècada de 1830. Els més notables dels seus experiments –els que més influenciaren el pensament de Fechner– foren els enfocats a la mínima diferència d’intensitat entre els estímuls de moderada força. Amb aquests experiments, Weber establí que “el menor canvi discernible en la magnitud d’un estímul és proporcional a la magnitud de l’estímul”, la qual cosa Fechner anomenà Llei de Weber. (Avui dia, el plantejament rep, a vegades, el nom de Llei de Weber-Fechner.) A partir dels esmentats experiments, i les conclusions extretes, Fechner creà l’Escala de Fechner. Wilhelm Wundt fundà, poc després, un laboratori per a la recerca psicològica a Leipzig, l’Institut für experimentelle Psychologie, inspirat per la línia d’investigació de Weber i Fechner; així doncs, es pot considerar que el treball d’ambdós estudiosos fou el fonament de la psicologia com a ciència. Tot i així, el sistema introspeccionista de Fechner –un centrat en la psicologia com a ciència de consciència– va veure’s contraposat a la visió conductista, que veia fins i tot les respostes verbals tan físiques com els propis estímuls.

### Peirce
Posteriorment, Charles S. Peirce, assistit pel seu estudiant Joseph Jastrow (qui es convertiria en un psicòleg experimental de renom), estudià l’obra de Fechner i l’expandí. Ambdós homes confirmaren moltes de les troballes de Fechner, però no totes: un dels seus experiments contradigué la visió de Fechner respecte els llindars de percepció del pes. Amb l’experiment –en què utilitzaren una selecció aleatòria de subjectes de prova, la qual cosa els convertí en pioners– Peirce i Jastrow defensaren que no existeix, realment, un llindar per sota del qual no es notaria una diferència de magnitud física. Els experiments realitzats per Peirce inspiraren altres investigadors dels àmbits de la psicologia i l’educació, i aquests acadèmics estandarditzaren, en certa manera, l’ús de grups de subjectes aleatoris als experiments.

### Modernitat i Stevens
Els mètodes de recerca moderns –la investigació sobre la vista, l’oïda o el tacte, per exemple– s’enfoquen més en la valoració d’un individu dels estímuls que no pas en les sensacions que l’individu està experimentant. Un dels mètodes més populars és la teoria de detecció de senyals, específic pels casos en què els estímuls estudiats són d’un grau alt de debilitat. Un altre corrent destacat, entre aquells seguidors d'Stanley Smith Stevens, és el subjectivisme. Stevens repopularitzà la idea d’una “llei de l’energia” –la Llei de l’energia d’Stevens– suggerida ja al segle xix, contraposada a la llei proposada per Fechner. Stevens plantejà l’estimació de magnitud, un sistema en què números són assignats a la intensitat dels estímuls; a més a més, va presentar tècniques com la producció de magnituds i l’avinença a diferents àmbits. Tot i la seva decisió d’establir valors numèrics a les intensitats observades, Stevens s’oposà a l’organització de dites dades en una línia segons la seva “força” (quelcom que, no obstant, s’ha continuat fent a la psicofísica aplicada).

### Propostes alternatives
El científic medieval Alhazen ha estat defensat per Omar Khaleefa com a fundador de la psicofísica, però, tot i que l’estudiós realitzés diversos escrits sobre la visió, no s’han trobat proves de que hagués utilitzat tècniques psicofísiques quantitatives, així que les declaracions de Khaleefa han estat desestimades.

## Experimentació
A la psicofísica, l'experimentació té com a objectiu determinar si el subjecte estudiat pot detectar un estímul, identificar-lo, diferenciar-lo d'altres estímuls, i descriure la magnitud o natura d'aquesta diferència.

### Mètodes psicofísics clàssics
L'experimentació psicofísica s'ha basat, tradicionalment, en tres mètodes per mesurar la percepció que els subjectes tenen als experiments de detecció d'estímuls i de detecció de diferències: el mètode dels límits, el dels estímuls constants, i el de l'ajust.

#### Mètode dels límits
Al mètode dels límits ascendent, una propietat de l'estímul estudiat parteix d'un nivell prou baix per impedir la seva detecció, i aquest nivell és gradualment augmentat fins que el subjecte n'expressa consciència. Per exemple, si l'experiment considera la mínima amplitud de so audible, el so comença essent tan fluix que no es pot percebre, i el seu volum s'augmenta gradualment. El mètode de límits descendent consisteix en el procés contrari. A cada cas, el llindar es considera el nivell de la propietat de l'estímul al qual aquest és detectat.
Als experiments, aquests mètodes s'utilitzen alternativament, i es calculen les mitjanes dels llindars trobats. Els possibles inconvenients d'aquests mètodes són l'error d'habituació, que es refereix a la tendència dels subjectes estudiats a repetir les respostes que han donat a proves prèvies, i l'error d'anticipació, relacionat amb l'assumpció dels participants de quan un estímul està a punt de fer-se detectable o indetectable, pressuposició que altera els resultats.
Per tal d'evitar aquestes possibles distorsions dels resultats, Georg von Békésy proposà l'any 1960, al seu estudi de la percepció auditiva, el procediment de l'escala: el mètode consisteix a començar amb un so audible i anar abaixant el volum, seguint les respostes del participant, fins que el subjecte el determina inaudible, moment a partir del qual el volum torna a augmentar-se fins que el so es torna a sentir, i així fins que s'aconsegueix concretar el llindar estudiat. 

#### Mètode dels estímuls constants
Aquest mètode es diferencia de l'anterior en l'ordre de presentació dels nivells de la propietat de l'estímul estudiat: mentre que el mètode dels límits els presenta esglaonats, aquest segon sistema els presenta aleatòriament. Aquesta absència d'ordre impedeix que el subjecte prevegi el nivell del proper estímul, evitant així els errors d'habituació i anticipació.
Pels anomenats "llindars absoluts", el subjecte expressa quan l'estímul és detectable. Pels "llindars diferencials", en canvi, ha d'haver-hi un estímul de comparació constant amb cadascun dels nivells variats.
El mètode fou definit a 1852 per Friedrich Hegelmaier, i permet un mostreig complet de la funció psicomètrica (tot i que pot resultar en un gran nombre d'assaigs, quan s'intercalen múltiples condicions).

#### Mètode de l'ajust
En aquest sistema, també anomenat mètode de l'error mitjà, el subjecte ha de controlar el nivell de l'estímul estudiat, l'ha d'alterar fins que l'estímul és gairebé indetectable o es troba al mateix nivell que un altre estímul; l'ajust ha de repetir-se nombroses vegades. Els observadors controlen la magnitud de l'estímul variable, començant en un nivell clarament per sobre o per sota del considerat l'estàndard i variant-lo fins a estar satisfets amb la igualtat subjectiva dels dos. La diferència entre l'estímul variable i l'estàndard es registra després de cada ajust, i l'error es tabula per a una sèrie considerable. Al final, es calcula la mitjana, que dona l'error mitjà, el qual es pot acceptar com la mesura de sensibilitat.

## Llei de Weber-Fechner
La psicometria intenta mesurar objectivament el subjectiu mitjançant llindars. Així, un exemple d'experiment psicofísic és tractar de trobar el mínim canvi necessari en la intensitat d'una llum perquè aquest canvi pugui ser percebut per part de l'observador (llindar diferencial). El model matemàtic més senzill que relaciona el canvi entre un esdeveniment físic i el percebut és conegut com la llei de Weber-Fechner.
Altres mètodes psicofísics inclouen la teoria de detecció de senyals.